# Milan Lalkovič
Milan Lalkovič (Košice, 9 december 1992) is een Slowaaks voetballer die als aanvaller speelt. Hij was Slowaaks jeugdinternational.

## Clubcarrière
Lalkovič speelde in de jeugd voor FK Košice-Barca en MFK Košice voor hij in 2007 in de jeugdopleiding van Chelsea FC kwam. Van augustus tot oktober 2011 werd hij verhuurd aan Doncaster Rovers FC waarvoor hij zes wedstrijden in actie kwam. Op 31 januari 2012 werd hij tot het einde van het seizoen verhuurd aan ADO Den Haag, waarvoor hij op 18 februari debuteerde in een thuiswedstrijd tegen SBV Excelsior. In april werd hij, na slechts twee invalbeurten, teruggestuurd naar Chelsea. Hierna werd hij nog verhuurd aan Vitória de Guimarães (2012/13) en Walsall (2013/14), voor zijn contract bij Chelsea medio 2014 afliep. Lalkovič speelde in het seizoen 2014/15 voor FK Mladá Boleslav en kwam begin 2015 bij Barnsley FC. In het seizoen 2015/16 speelde Lalkovič wederom voor Walsall. Hij maakte in de zomer van 2016 de overstap naar Portsmouth dat hem in januari 2017 tot het einde van het seizoen 2016/17 verhuurde aan het Schotse Ross County.

## Clubstatistieken
| Seizoen | Club                   | Land      | Competitie           | Wed. | Doelp. |
| ------- | ---------------------- | --------- | -------------------- | ---- | ------ |
| 2011/12 | Chelsea FC             | Engeland  | Premier League       | 0    | 0      |
| 2011/12 | → Doncaster Rovers     | Engeland  | Championship         | 6    | 0      |
| 2011/12 | → ADO Den Haag         | Nederland | Eredivisie           | 2    | 0      |
| 2012/13 | → Vitória de Guimarães | Portugal  | Primeira Liga        | 8    | 0      |
| 2013/14 | → Walsall FC           | Engeland  | League One           | 38   | 6      |
| 2014/15 | FK Mladá Boleslav      | Tsjechië  | Fortuna liga         | 6    | 0      |
| 2014/15 | Barnsley FC            | Engeland  | League One           | 17   | 0      |
| 2015/16 | Walsall FC             | Engeland  | League One           | 42   | 7      |
| 2016/17 | Portsmouth FC          | Engeland  | League Two           | 13   | 1      |
| 2016/17 | → Ross County          | Schotland | Scottish Premiership | 6    | 0      |
| 2017/18 | Portsmouth FC          | Engeland  | League One           | 1    | 0      |
| 2018/19 | SK Sigma Olomouc       | Tsjechië  | Fortuna liga         | 15   | 1      |
| Totaal  | Totaal                 | Totaal    | Totaal               | 154  | 15     |